# Nadeau Bluff
Das Nadeau Bluff (von englisch bluff „Klippe, Steilufer, Felsvorsprung“) ist ein größtenteils vereistes Felsenkliff in der antarktischen Ross Dependency. Es liegt südwestlich des Giovinco-Piedmont-Gletscher an der Dufek-Küste und ragt in die Ostflanke des Canyon-Gletschers hinein.
Das Advisory Committee on Antarctic Names benannte das Kliff 1966 nach Francis A. Nadeau Jr. (1929–1989), einem Mitglied der Unterstützungsmannschaft auf der McMurdo-Station im Jahr 1963.